# 오하이오 대학교
오하이오 대학교(Ohio University)는 미국 오하이오주 애선스에 위치한 대학교이다. 1804년에 설립되었다. 북서부 영토에 처음 설립되었는데, 이는 미국에서 9번째로 오래된 공립 대학교이기도 하다.